# استپنوبورگینسکی
استپنوبورگینسکی (به لاتین: Stepnobugrinsky) یک منطقهٔ مسکونی در روسیه است که در سرزمین آلتای واقع شده‌است.